# Habrochloa bullockii
Habrochloa bullockii är en gräsart som beskrevs av Charles Edward Hubbard. Habrochloa bullockii ingår i släktet Habrochloa och familjen gräs. Inga underarter finns listade i Catalogue of Life.